# Dieciocho de Marzo (Michoacán)
Dieciocho de Marzo es una localidad del estado mexicano de Michoacán. Es parte del municipio de Buenavista.

## Toponimia
El nombre de la localidad hace referencia a la expropación petrolera realizada por el presidente de México, Lázaro Cárdenas, el 18 de marzo de 1938, día considerado feriado nacional.

## Demografía
| Gráfica de evolución demográfica |
|                                  |

| Censo | Población |
| ----- | --------- |
| 1960  | 218       |
| 1970  | 473       |
| 1980  | 1 030     |
| 1990  | 1 448     |
| 2000  | 1 583     |
| 2010  | 1 510     |
| 2020  | 1 561     |